# 圣达味
圣达味，基督教譯聖大衛（Saint David；約500年—589年3月1日）是6世紀的一位威爾士聖人，現在是威爾士的主保聖人。傳說中，他是聖嫩（Saint Non）之子，锡尔迪金王国（Kingdom of Ceredigion）國王锡尔迪格（Ceredig）之孫。他的傳說故事多來自11世紀的圣徒传记《大衛傳》（Buchedd Dewi）。
他最著名的聖跡發生於威爾士小村兰德威布莱菲（Llanddewi Brefi），他在這裡講道時，他所站之處高高隆起，形成一座小山，一隻白色的鴿子停在了他的肩膀上。

## 擴展閱讀
- Morgan, Gerald, In Pursuit of Saint David. Y Lola Cyf., 2017. ISBN 978 1 78461 3723
- Wyn Evans, J. and Wooding, Jonathan, M.(editors), St David of Wales, Cult, Church and Nation. The Boydell Press, 2007. ISBN 978 1 84383 322 2

## 外部連接
- St David — patron saint of Wales（页面存档备份，存于）
- Saints SQPN.com » Saint David of Wales（页面存档备份，存于）